# انکستی
انکستی (به اسپانیایی: Ancasti) یک منطقهٔ مسکونی در آرژانتین است که در حوزه انکستی واقع شده‌است.

## خصوصیات
انکستی ۳۰۵ نفر جمعیت دارد و ۸۷۰ متر بالاتر از سطح دریا واقع شده‌است.